# Heinrich Adolf von Zastrow
Pour les autres membres de la famille, voir Famille von Zastrow.
Alexander Friedrich Adolf Heinrich von Zastrow (né le 11 août 1801 à Dantzig et mort le 12 août 1875 à Schöneberg) est un général d'infanterie prussien.

## Biographie

### Origine
Adolf Heinrich est issu de la famille noble de Poméranie Zastrow. Il est le fils du colonel prussien et commandant de la 6e brigade d'infanterie Alexander Heinrich Gebhard von Zastrow (1768–1815) et de son épouse Karoline Albertine Juliane, née von Blankenstein (1758–1868).

### Carrière militaire
Zastrow étudie à l'école des cadets de Berlin à partir du 8 septembre 1815. En tant que sous-officier, il est page du Corps du roi de Prusse Frédéric-Guillaume III du 15 avril au 10 octobre 1819. Ensuite, Zastrow est nommé sous-lieutenant du 1er régiment à pied de la Garde et, de 1823 à 1825, il est envoyé à l'école générale de guerre pour une formation complémentaire. C'est là qu'il découvre son intérêt particulier pour la construction de forteresses, qui trouve son expression en 1828 dans le manuel de 1828 des systèmes et modèles les plus excellents de l'art de la fortification. Le 17 avril 1834, il est promu premier lieutenant.
En 1839, il est envoyé dans l'empire ottoman pour trois ans et, en 1848, dans l'armée schleswigoise-holsteinoise en tant que major. De retour en Prusse en 1850, il devient commandant de bataillon du 2e régiment de grenadiers, en 1852 commandant de Stralsund, plus tard en tant que colonel aux commandes du 28e régiment d'infanterie, puis commandant du 19e brigade d'infanterie, en 1863 comme lieutenant général commandant de la 11e division d'infanterie.
Dans la guerre austro-prussienne de 1866, à la tête de cette division, il contribue largement à la décision de Sadowa, puis devient général commandant du 7e corps d'armée, qu'il dirige dans la guerre franco-prussienne de 1870/71 à Forbach-Spicheren, Saint-Privat, Metz et en Bourgogne. Après la chute de la forteresse de Metz, il assiège Thionville, Montmédy et Mézières. À la fin de la campagne, il est appelé avec son corps d'armée pour soutenir l'armée du Sud sous les ordres du général Edwin von Manteuffel. Pour ses services dans cette guerre, il est décoré de la feuille de chêne du Pour le Mérite le 5 février 1871 et reçoit une dotation de 100 000 thalers.
Après la guerre, Zastrow devient chef honoraire du 10e régiment de grenadiers. Le 5 octobre 1871, il est libéré de son poste de général commandant et, étant transféré aux officiers, il est nommé par l'armée comme membre de la Commission de la défense nationale. Le laissant membre de la Commission, il est mis à la retraite pour disposition le 27 décembre 1873.
Il est mort à Schöneberg et est enterré dans la cimetière des Invalides le 18 août 1875.

### Famille
Zastrow se marie avec Marie Ottilie Israël, comtesse veuve von Rantzau (de) (1817-1900), à Stralsund le 23 juin 1856 Le mariage est resté sans enfant.

## Travaux
- Geschichte der beständigen Befestigung. 3. Auflage Leipzig 1854.
- Carnot und die neuere Befestigung. Berlin 1840.
- als Übersetzung: Traité de l'attaque des places et de la défense. Berlin 1841.